# قابلية السبك
قابلية الصب أو قابلية السَبك والتَسَبُّك هي سهولة تشكيل مصبوب عالي الجودة. يطَوَّر التصميم المجزء القابل للصب بسهولة، ويتحمل أدوات قليلة التكليف، ويتطلب الحد الأدنى من الطاقة، ومرفوضه قليل. وقد تشير قابلية التسبك إلى التصميم المجزء أو الخاصية المادية.

## التصميم المجزء
للتصميم المجزء والهيئة الهندسية للأجزاء تأثير مباشر على قابلية الصب. الحجم والمساحة السطحية وعدد المعالم هم من أكثر وأهم الخواص تأثيراً.
إن كان للتصميم تغَاويرٌ أو تجاويف داخلية فستقل قابلية التسبك بسبب تعقد الأدوات. تصعب تعبئة المقاطع الرفيعة الطويلة من التصميم. التغيرات المفاجئة في سُمك الجدار تقلل قابلية التسبك بسبب الإضطراب أثناء التعبئة؛ وإضافة الفتائل تجنب ذلك. يجب تجنب الحلقات المتواجدة في مسار التدفق؛ لأنها قد تحدث إقفالاً بارداً أو إعاقات. التصميم الذي ينشئ نقاطاً ساخنة معزولة يقلل من قابلية الصب. فعلى التصميم الأمثل أن يحتوي على تصلب اتجاهي تدريجي من أنحف قسم إلى الأثخن.
يؤثر موضع خط فصل القالب على قابلية التسبك كذلك، إذ أنَّ خط فصلٍ معوج سيزيد تعقد الأدوات.
إن تطلب تصميمٌ دقةً عاليةً أو سطحاً أملساً أو سطحاً بلا عيوب، فإنَّ قابلية الجزء للتسبك ستقل. بَيدَ أنَّ عملية الصب إقتصاديةٌ في تعاملها مع الأسطح المعقدة وتغيرات السُمك والمعالم الجوفية.

### تحليل كَمِّي
يمكن تحديد قابلية تسبك تصميمٍ ما جزئيًا كميًا من خلال المعادلات الثلاث الآتية. كلما ضَخُمَ العدد حَسُنَت قابلية الصب.
{\displaystyle {\frac {V_{c}}{V_{b}}}}
حيث V c هو حجم مادة الصب و V b هو حجم أصغر صندوق قد يسع المادة.
{\displaystyle {\frac {6(V_{c})^{2/3}}{A_{c}}}}
حيث V c هو حجم مادة الصب و A c هي مساحة سطح مادة الصب.
{\displaystyle {\frac {1}{(1+n_{f})^{0.5}}}}
حيث n f هو عدد المعالم (كالثقوب والجيوب والفتحات والرؤوس والأضلاع وإلخ.)

## خصائص المواد
من خصائص المواد التي تؤثر على قابلية التسبك هي درجة الحرارة أثناء الصب، والسيولة، والتصلب الإنكماشي، والميل إلى تشكل الخَبَث أو الطُّفاوة.